# دميتري كيريتشينكو
دميتري كيريتشينكو (بالروسية: Дмитрий Сергеевич Кириченко)‏، من مواليد 17 يناير 1977، لاعب كرة قدم روسي.
و قد لعب مع نادي سيسكا موسكو وهو يلعب حاليا مع نادي موسكافا، وقد لعب حصل على لقب هداف الدوري الروسي مرتين في عام 2002 و2005.

## وصلات خارجية
- دميتري كيريتشينكو على موقع قاعدة بيانات كرة القدم.إي يو (الإنجليزية)
- دميتري كيريتشينكو على موقع ناشيونال فوتبول تيمز (الإنجليزية)